# Hayat Lambarki
Hayat Lambarki (tiếng Ả Rập: حياة لمباركي; sinh ngày 18 tháng 5 năm 1988 tại Safi) là một vận động viên điền kinh và điền kinh người Maroc chuyên vượt rào 400 mét.
Cô đã tham dự Thế vận hội Mùa hè 2012, nơi cô đã vào đến bán kết. Thành tích tốt nhất của cô ấy trong sự kiện là 55,27 đạt được năm 2013 tại Mersin.

## Giải đấu quốc tế
| Năm  | Giải đấu                     | Địa điểm                     | Thứ hạng  | Nội dung        | Chú thích |
| ---- | ---------------------------- | ---------------------------- | --------- | --------------- | --------- |
| 2005 | World Youth Championships    | Marrakech, Morocco           | 8th       | 400 m hurdles   | 61.76     |
| 2005 | World Youth Championships    | Marrakech, Morocco           | 8th       | Medley relay    | 2:12.85   |
| 2005 | Jeux de la Francophonie      | Niamey, Niger                | 8th       | 400 m hurdles   | 62.33     |
| 2006 | World Junior Championships   | Beijing, China               | 30th (h)  | 400 m hurdles   | 63.54     |
| 2007 | African Junior Championships | Ouagadougou, Burkina Faso    | 4th       | 100 m hurdles   | 14.85     |
| 2007 | African Junior Championships | Ouagadougou, Burkina Faso    | 2nd       | 400 m hurdles   | 59.10     |
| 2008 | African Championships        | Addis Ababa, Ethiopia        | 4th       | 4 × 400 m relay | 3:41.54   |
| 2009 | Mediterranean Games          | Pescara, Italy               | 5th       | 400 m hurdles   | 57.75     |
| 2009 | Jeux de la Francophonie      | Beirut, Lebanon              | 1st       | 400 m hurdles   | 58.40     |
| 2009 | Jeux de la Francophonie      | Beirut, Lebanon              | 3rd       | 4 × 400 m relay | 3:37.72   |
| 2009 | Arab Championships           | Damascus, Syria              | 1st       | 400 m hurdles   | 57.27     |
| 2009 | Arab Championships           | Damascus, Syria              | 2nd       | 4 × 100 m relay | 47.98     |
| 2009 | Arab Championships           | Damascus, Syria              | 1st       | 4 × 400 m relay | 3:40.58   |
| 2010 | African Championships        | Nairobi, Kenya               | 1st       | 400 m hurdles   | 55.96     |
| 2011 | Arab Championships           | Al Ain, United Arab Emirates | 1st       | 400 m hurdles   | 58.11     |
| 2011 | Arab Championships           | Al Ain, United Arab Emirates | 1st       | 4 × 100 m relay | 46.84     |
| 2011 | Arab Championships           | Al Ain, United Arab Emirates | 1st       | 4 × 400 m relay | 3:40.58   |
| 2011 | Pan Arab Games               | Doha, Qatar                  | 1st       | 400 m hurdles   | 56.72     |
| 2011 | Pan Arab Games               | Doha, Qatar                  | 1st       | 4 × 100 m relay | 46.16     |
| 2011 | Pan Arab Games               | Doha, Qatar                  | 1st       | 4 × 400 m relay | 3:38.64   |
| 2012 | African Championships        | Porto Novo, Benin            | 2nd       | 400 m hurdles   | 55.41     |
| 2012 | Olympic Games                | London, United Kingdom       | 18th (sf) | 400 m hurdles   | 56.18     |
| 2013 | Arab Championships           | Doha, Qatar                  | 1st       | 400 m hurdles   | 57.59     |
| 2013 | Arab Championships           | Doha, Qatar                  | 1st       | 4 × 100 m relay | 46.59     |
| 2013 | Arab Championships           | Doha, Qatar                  | 1st       | 4 × 400 m relay | 3:42.10   |
| 2013 | Mediterranean Games          | Mersin, Turkey               | 1st       | 400 m hurdles   | 55.27     |
| 2013 | Mediterranean Games          | Mersin, Turkey               | –         | 4 × 400 m relay | DQ        |
| 2013 | World Championships          | Moscow, Russia               | 27th (h)  | 400 m hurdles   | 58.00     |
| 2013 | Jeux de la Francophonie      | Nice, France                 | 1st       | 400 m hurdles   | 57.52     |
| 2013 | Jeux de la Francophonie      | Nice, France                 | 4th       | 4 × 400 m relay | 3:37.48   |
| 2013 | Islamic Solidarity Games     | Palembang, Indonesia         | 1st       | 400 m hurdles   | 57.92     |
| 2013 | Islamic Solidarity Games     | Palembang, Indonesia         | 2nd       | 4 × 100 m relay | 47.18     |
| 2013 | Islamic Solidarity Games     | Palembang, Indonesia         | 1st       | 4 × 400 m relay | 3:38.56   |
| 2014 | African Championships        | Marrakech, Morocco           | 4th       | 400 m hurdles   | 55.93     |
| 2015 | Arab Championships           | Isa Town, Bahrain            | 3rd       | 400 m hurdles   | 59.33     |
| 2015 | World Championships          | Beijing, China               | 31st (h)  | 400 m hurdles   | 58.05     |
| 2016 | Olympic Games                | Rio de Janeiro, Brazil       | 44th (h)  | 400 m hurdles   | 60.83     |
| 2017 | Islamic Solidarity Games     | Baku, Azerbaijan             | 6th       | 400 m hurdles   | 58.77     |
| 2017 | Islamic Solidarity Games     | Baku, Azerbaijan             | –         | 4 × 400 m relay | DQ        |